# Marugán
Marugán er en by og kommune i det centrale Spanien i provinsen Segovia. Den har et indbyggertal på 763 (2024) indbyggere.